# Palazzo Paternò (Caserta)
il palazzo Paternò è un palazzo di Caserta. La sua realizzazione, compresa fra il 1765 e il 1775, è attribuita all'architetto Gaetano Barba. Appartiene alla famiglia Paternò.

## Storia

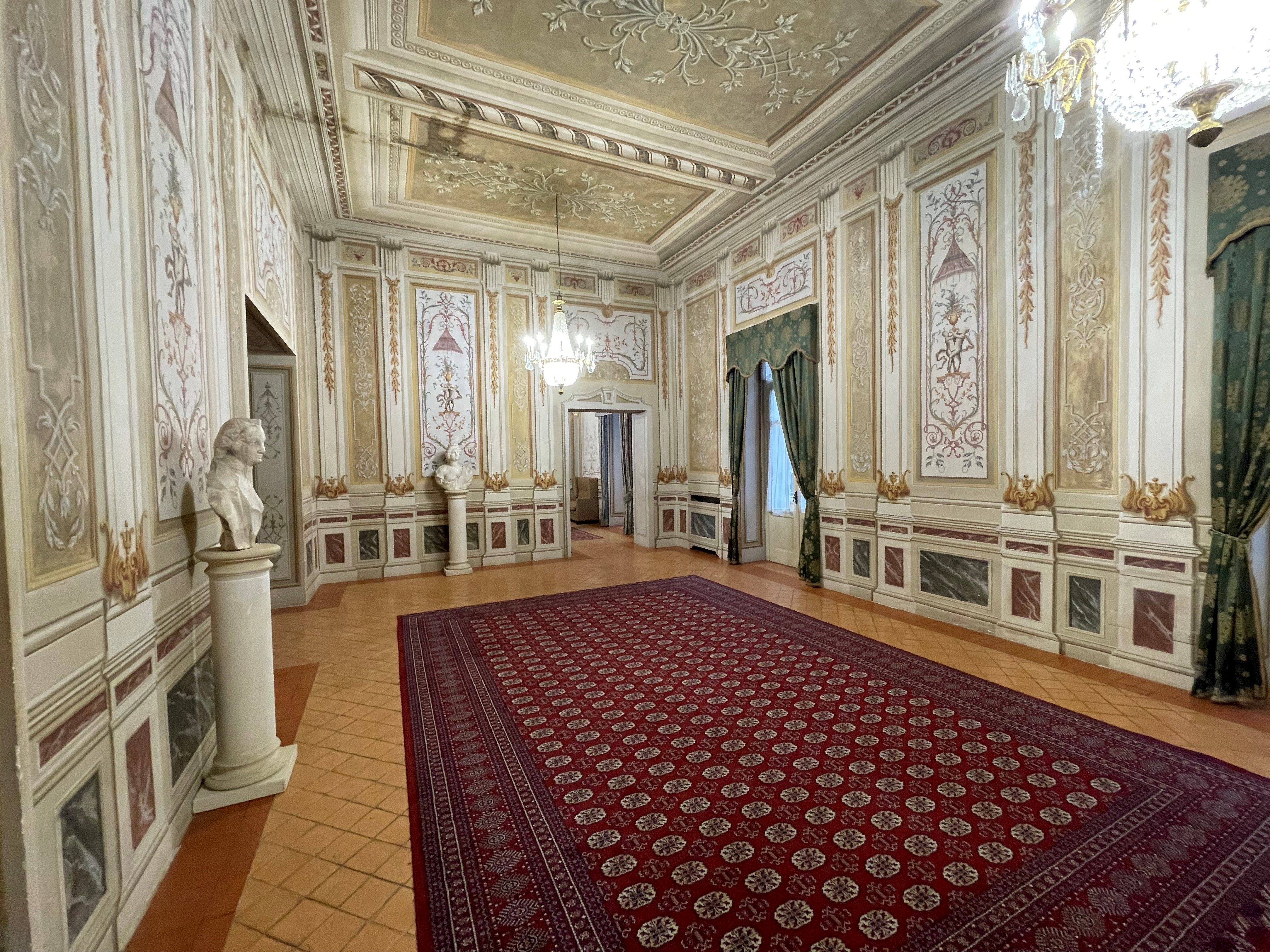
Palazzo Paternò, interni

Nella seconda parte del XVIII secolo, Ludovico Paternò, marchese di Casanova, della linea dei duchi di San Nicola, fu nominato luogotenente di Gran Camerlengo del Regno di Napoli e reggente del Supremo Consiglio Collaterale. Egli era altresì patrizio catanese (dispaccio del Senato di Catania del 6.2.1728) e con privilegio del 9.2.1737, poté scegliersi anche uno dei nobili Sedili di Napoli a suo piacimento.
Suo figlio Lorenzo Maria (che sposò la marchesa Emanuela Ibanez de Mendoza, dei marchesi di Montescar, discendente della Casa reale spagnola) fu nominato da Ferdinando IV ministro della Suprema Giunta di Guerra. Egli ebbe a sua volta un figlio, Vincenzo, per il quale ordinò un palazzo a Caserta, in prossimità della Reggia, sull'antica via San Carlo, a Gaetano Barba (nel 1765), che era il celebre architetto che aveva progettato anche alcune parti della certosa di Padula, e in particolare lo scalone che ricorda in tutto quella che poi edificò anche per il palazzo Paternò nella via San Carlo. La costruzione del palazzo terminò 10 anni dopo.
Nel corso del XX secolo si ebbero diversi restauri.

## Descrizione

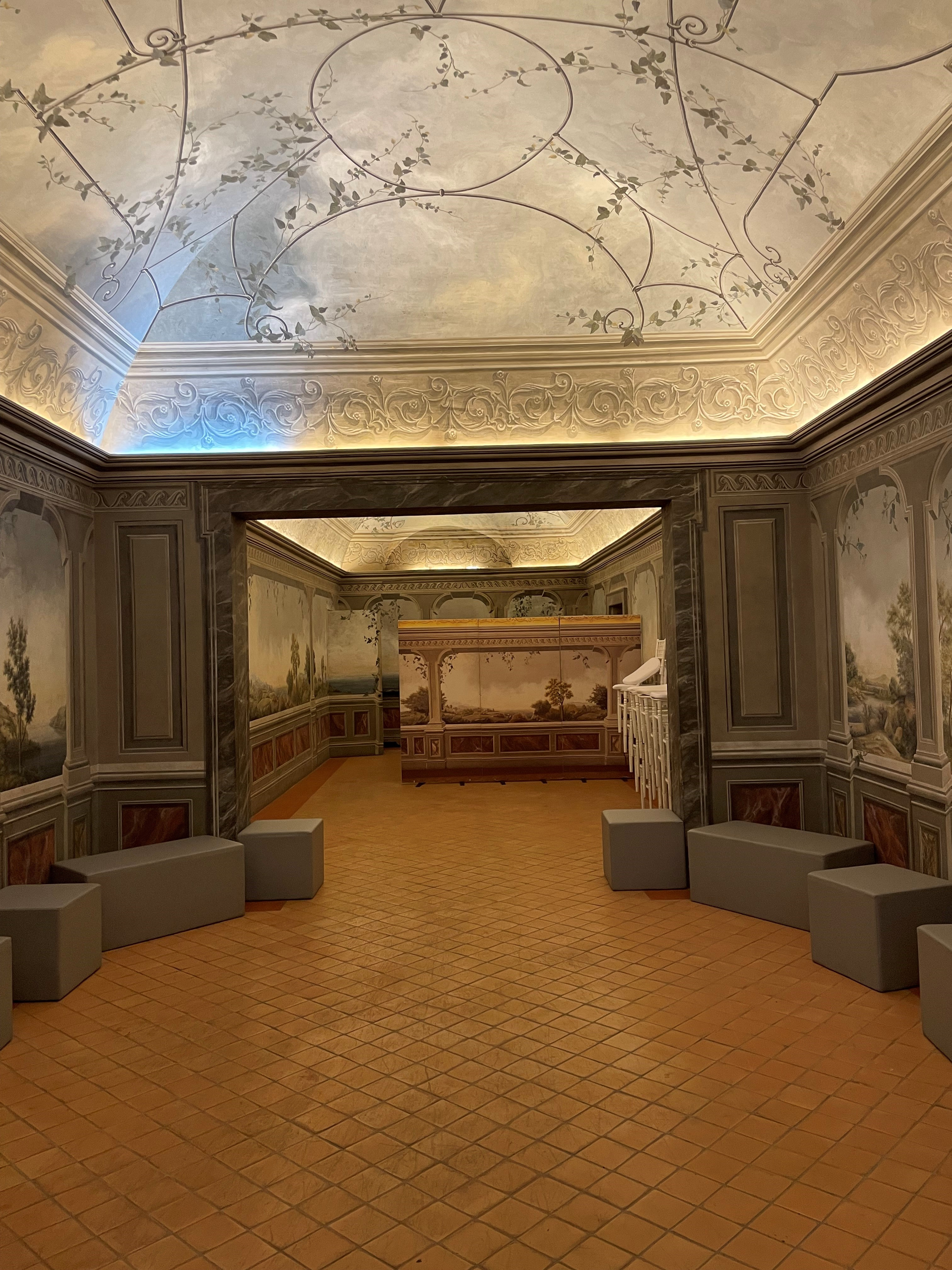
Palazzo Paternò, interni

Lo scalone riprende il motivo del cerchio iscritto in un rettangolo usato per la certosa, sulle porte di accesso al piano nobile, che si snoda in una lunga fuga di saloni completamente affrescati, sono posti busti marmorei che poggiano su volute e mensole, e il cortile, che si chiude con un'esedra, ospita una bellissima fontana del XVIII secolo.
Il prof. Bassi sostiene che il motivo per cui fu commissionato questo palazzo a Caserta è da ricercarsi "nella volontà dei Paternò, come degli altri rappresentanti dei più alti ranghi dello Stato e dell'aristocrazia, di seguire la Corte Borbonica nella città reale..." Il palazzo fu poco abitato dai Paternò perché essi avevano anche un'importante villa a Capodimonte (Napoli) - sempre edificata su disegno del Barba - e perciò nel corso del XIX secolo vissero fra Napoli e la Sicilia. Inoltre, per molti anni della seconda metà del XIX secolo, i Paternò vissero nel castello di Presicce (Lecce) della Casa de Liguoro, famiglia che si estinse in Casa Paternò dopo il matrimonio fra la principessa di Presicce Eleonora de Liguoro, ultima della sua Casa, ed il duca Raffaele Paternò.
Il palazzo di Caserta fu perciò chiuso e ospitò per qualche tempo la sede dell'arcivescovado di Caserta e la biblioteca.